# Трухнов, Григорий Маркович
Григо́рий Ма́ркович Трухно́в (бел. Рыгор Маркавіч Трухноў; 2 (15) октября 1908, Шамки — 26 ноября 1986, Минск) — советский белорусский историк-германист. Участник Великой Отечественной войны. Доктор исторических наук (1966), профессор (1967). Заслуженный работник высшей школы БССР (1982).

## Биография
Родился в деревне Шамки Борисовского уезда Минской губернии (ныне — Крупский район, Минская область, Беларусь). В 1927—1929 годах учился в советской партийной школе, после окончания которой преподавал историю на рабфаке в Дубровно. В 1931—1934 годах учился на социально-экономическом факультете Минского педагогического института. В 1934—1938 годах работал учителем в Борисове. В 1939 году поступил в аспирантуру при кафедре новой истории БГУ, которую окончил в 1941 году. В июле — октябре 1941 года преподавал новую историю в Узбекском государственном университете.
В октябре 1941 года ушёл добровольцем на фронт в качестве рядового противотанкового артиллерийского дивизиона 213-й стрелковой дивизии на Юго-Западном фронте. Был несколько раз ранен и контужен во время Сталинградской битвы. В ноябре 1942 года стал переводчиком в разведотделе 81-й отдельной дивизии, а позже — в разведотделе 14-й гвардейской кавалерийской дивизии из-за владения немецким языком. Воевал на Степном, Донском и 1-м Белорусском фронтах. С ноября 1944 года по декабрь 1945 года — переводчик разведотдела 7-го гвардейского кавалерийского корпуса. Великую Отечественную войну окончил в звании гвардии капитана, отмеченного двумя орденами Отечественной войны I степени и II степени, двумя орденами Красной Звезды, а также тремя медалями. В 1944 году вступил в ВКП(б).
С 1946 года преподавал в БГУ на кафедре новой истории. В 1949 году получил звание доцента. В 1967 году получил звание профессора. Умер 26 ноября 1986 года.

## Научная деятельность
В 1948 году защитил кандидатскую диссертацию «Германская империалистическая политика на Балканах в период первой Балканской войны 1912—1913 гг.», после защиты которой начал исследовать историю революционного подъёма в Германии в 1918—1923 годах. В 1964 году защитил первую в белорусской историографии в области новейшей истории докторскую диссертацию по германистике на тему «Революционный подъём в Германии (с 1918 года до начала рурской оккупации 1923 года)».
По мнению профессора Г. А. Космача, являлся основоположником советской белорусской школы германистики. Вместе с Львом Шнеерсоном возглавил белорусскую научную школу германистов.
Изучил историю советско-германских отношений 1920-х годов. Монографии и статьи учёного о политике в Рапалло внесли большой вклад в научную разработку сложного процесса советско-германских отношений. Впервые в белорусской историографии обратился к событиям ноябрьской революции 1918 года, реконструируя внутриполитическую жизнь Германии в 1918—1923 годах. Основатель историографического направления, связанного с внешней политикой Веймарской Германии в 1919—1924 годах с Великобританией и Францией.
Исследовал германский вопрос на Лондонской репарационной конференции, прошедшей в 1924 году, охарактеризовав борьбу между Великобританией, Францией и Германией вокруг репарационного вопроса. Восполнил ряд пробелов, связанных с историей подготовки и подписания Берлинского договора, заключённого 24 апреля 1926 года между Веймарской республикой и СССР.
Сфера научных интересов:
- межвоенная политическая и экономическая история Германии,
- история внешней политики Германии,
- история немецкого пролетариата,
- историография[8].

К началу перестройки подготовил более 20 докторов и кандидатов наук.

## Награды
- Орден Отечественной войны I степени (16.06.1945)[13][14]
- Орден Отечественной войны II степени (06.04.1985)[15]
- 2 ордена Красной Звезды (30.11.1943)[16][17], (25.08.1944)[18][19]
- Медали «За освобождение Варшавы», «За взятие Берлина», «За победу над Германией»[2]
- Заслуженный работник высшей школы БССР (1982)[20]

## Основные работы
- Трухнов Г. М. Германский вопрос на Лондонской репарационной конференции (16 июля — 16 августа 1924 г.) / Г. М. Трухнов; Министерство высшего образования СССР. — Минск: Белорусский государственный университет им. В. И. Ленина, 1959. — 100 с.
- Трухнов Г. М. Революционный подъём в Германии (конец 1918 — середина 1921 г.) / Г. М. Трухнов. — Минск: Высшая школа, 1963. — 204 с.
- Климовский Д. С., Лившиц Г. М., Пейсахович А. Я., Трухнов Г. М. Проблемы преподавания истории стран Азии и Африки в университетах и педагогических институтах // Народы Азии и Африки. — 1965. — № 4. — С. 90—92.
- Трухнов Г. М. Классовая борьба в Германии в 1922—1923 годах / Г. М. Трухнов. — Минск: Изд-во БГУ, 1969. — 243 с.
- Трухнов Г. М. Из истории советско-германских отношений (1920—1922 гг.) / Г. М. Трухнов. — Минск: Изд-во БГУ, 1974. — 72 с.
- Трухнов Г. М. Поучительные уроки истории: Три советско-германских договора (1922—1926 гг.) / Г. М. Трухнов. — Минск: Изд-во БГУ, 1979. — 183 с.
- Трухнов Г. М. Рапалло в действии: Из истории советско-германских отношений (1926—1929 гг.) / Г. М. Трухнов. — Минск: Изд-во БГУ, 1982. — 215 с.